# Rafael Paz
Rafael 'Rafa' Paz Marín (Puebla de Don Fadrique, 2 de agosto de 1965) é um ex-futebolista espanhol.

## Carreira
Rafa Paz fez parte do elenco da Seleção Espanhola de Futebol da Copa do Mundo de 1990. Ele fez duas presenças.